# Wang Lei (basquetebolista)
Wang Lei (12 de agosto de 1986) é um basquetebolista profissional chinês.

## Carreira
Wang Lei integrou a Seleção Chinesa de Basquetebol em Pequim 2008, terminando na oitava posição.